# Mitsuhiro Misaki
Mitsuhiro Misaki (jap. 見崎 充洋, Misaki Mitsuhiro; * 6. Mai 1970 in der Präfektur Shizuoka) ist ein ehemaliger japanischer Fußballspieler.

## Karriere
Misaki erlernte das Fußballspielen in der Schulmannschaft der Fujieda Higashi High School und der Universitätsmannschaft der Meiji-Universität. Seinen ersten Vertrag unterschrieb er 1993 bei Yanmar Diesel (heute: Cerezo Osaka). Der Verein spielte in der zweithöchsten Liga des Landes, der Japan Football League. 1994 wurde er mit dem Verein Meister der Japan Football League und stieg in die J1 League auf. 1994 erreichte er das Finale des Kaiserpokals. Für den Verein absolvierte er 53 Spiele. Ende 1996 beendete er seine Karriere als Fußballspieler.

## Erfolge
Cerezo Osaka
- Kaiserpokal

Finalist: 1994